# Faustino Zucchini
Faustino Giovita Giuseppe Zucchini (* 5. Mai 1771 in Brescia; † 22. August 1828 in Rom) war ein italienischer Geistlicher und Titularerzbischof von Laodicea in Phrygia.

## Leben
Zucchini stammte aus einer bürgerlichen Familie aus Brescia. In seiner Heimatstadt besuchte er das Internat der Jesuiten. Er studierte Theologie und lehrte Philosophie und Moraltheologie am diözesanen Priesterseminar in Brescia, dessen Leitung er 1802 übernahm.
1790 gründete er die neue literarische und wissenschaftliche Akademie „Leali“, der er auch vorsaß. Die Gründung stieß in Brescia auf Kritik und Giovanni Labus hielt Zucchini Selbstgefällig- und Oberflächlichkeit vor. Nach Labus strebte der ambitionierte Zucchini  mit der Akademie lediglich nach Ruhm. 1797 wurde die Akademie aufgelöst.
Zucchini wurde am 14. Juni 1794 zum Diakon und am 30. Mai 1795 zum Priester geweiht. Nach anderen Quellen fand seine Ordination am 30. Mai 1794 in Asola statt.
Von 1806 an war er Propst der Pfarre San Giovanni in Brescia. Während dieser Zeit trat er auch als Autor verschiedener kirchengeschichtlicher Werke hervor. Nach einem länger schwellenden Disput mit dem Kirchenvorstand trat er während eines Aufenthaltes in Rom im November 1821 von seinem Amt zurück. Anschließend wurde er zum Prälaten im Heiligen Stuhl ernannt.
Am 19. April 1822 wurde Faustino Zucchini von Papst Pius VII. zum Titularerzbischofr von Laodicea in Phrygia ernannt. Kardinalstaatssekretär Giulio Maria della Somaglia weihte ihn am 21. April 1822 zum Bischof. Mitkonsekratoren waren Daulo Augusto Foscolo, Erzbischof von Erzbistum Korfu, und Antonio Baldini, Kurienerzbischof.